# Alice Herz-Sommer
Alice Herz-Sommer más néven Alice Sommer, (Prága, 1903. november 26. – London, 2014. február 23.) csehországi zsidó származású  zongoraművész, zenetanár, a theresienstadti koncentrációs tábor túlélője. Herz-Sommer 1986-tól Londonban élt, őt tartották a világ legidősebb holokauszttúlélőjének.

## Háttér
Alice Herz az akkor az Osztrák–Magyar Monarchiához tartozó Prágában született, ikertestvérével, Marianával együtt. Szülei Friedrich és Sofie Herz, apja kereskedő, anyja rendkívül művelt volt és a legismertebb írók körében mozgott. Herz-Sommer nővére, Irma tanította meg zongorázni, amit szorgalmasan tanult. Vaclav Stepannál tanult és a Prágai Német Konzervatóriumban. Koncertezni kezdett és neve ismertté vált, még mielőtt a németek elfoglalták volna a várost.
1931-ben ment hozzá Leopold Sommer üzletemberhez és amatőr zenészhez. A házaspárnak egy fia volt, a csellista Raphael, aki 2001-ben halt meg. Csehszlovákia megszállását követően legtöbb családtagja és barátja  Románián keresztül Palesztinába vándorolt ki, köztük volt Max Brod és sógora, Felix Weltsch is, de Herz-Sommer Prágában maradt, hogy beteg édesanyjáról gondoskodjon, akit elsőként küldtek a theresienstadti koncentrációs táborba.
1943 júliusában férjével és hatéves kisfiukkal, Raphaellel együtt a theresienstadti koncentrációs táborba deportálták. A táborban több mint 100 koncertet adott több muzsikustársával. Leopold Sommert később Auschwitzba szállították. Noha a tábort túlélte, a dachaui koncentrációs táborban halt meg 1944-ben. Theresienstadt 1945-ös szovjet felszabadítása után Herz-Sommer és Raphael visszatértek Prágába és 1949 márciusában kivándoroltak Izraelbe, hogy csatlakozzanak a családhoz. Jeruzsálemben élt és dolgozott zenetanárként, míg 1986-ban ki nem vándorolt Londonba. Raphael Sommer, egyetlen fia kitűnő csellista és karmester volt. 2001-ben halt meg, özvegyét és két fiát hagyva maga után.
A száztíz éves Alice családjához közel élt Londonban, közeli barátai, unokája, Ariel Sommer és nevelt lánya, Genevieve Sommer szinte naponta látogatták.

## Külső hivatkozások
- Bernard Hiller interjúja a 108 éves Alice Sommer Herzcel, 2011. december 4. YouTube
- "Life is beautiful" Guardian, 2006. december 13.
- "I look at the good". Haaretz, 2010. január 21.
- "I played Chopin as they sent my family to their deaths" Archiválva 2012. április 11-i dátummal a Wayback Machine-ben Jewish Chronicle
- "A Life in the Day: Alice Herz-Sommer" The Sunday Times, 2008. január 27.

### Műsorok és film
- "Alice Sommer Herz at 106: Everything Is a Present" BBC documentary készítette: Christopher Nupen
- "Surviving the Holocaust BBC Radio 4, Woman's Hour, 2006. január 27.
- 13 June 2010Guardian videó (3 perc) "A holokauszttúlélő Alice Herz Sommer zongorázik"

## Fordítás
Ez a szócikk részben vagy egészben  az   Alice Herz-Sommer című angol Wikipédia-szócikk fordításán alapul.  Az eredeti cikk szerkesztőit annak laptörténete sorolja fel. Ez a jelzés csupán a megfogalmazás eredetét és a szerzői jogokat jelzi, nem szolgál a cikkben szereplő információk forrásmegjelöléseként.